# 心叶宿萼木
心叶宿萼木（学名：Strophioblachia glandulosa var. cordifolia）为大戟科宿萼木属下的一个变种。